# Luigi Berti (écrivain)
Pour les articles homonymes, voir Luigi Berti et Berti.
 (février 2012).

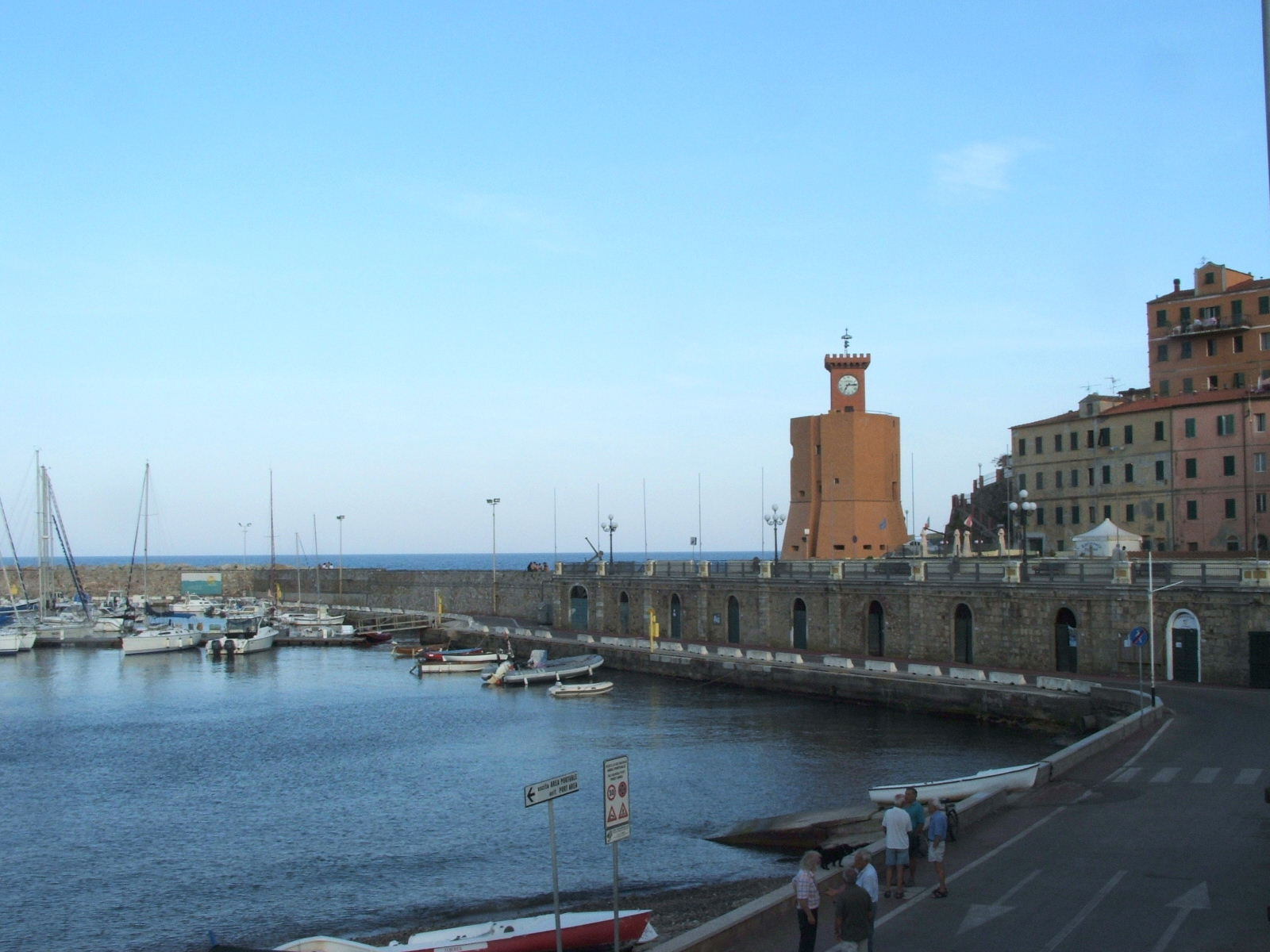
Rio Marina, ville natale de Luigi Berti et décor de plusieurs de ses œuvres.

Luigi Berti (né en 1904 à Rio Marina, dans l'île d'Elbe et mort en février 1964 à Milan) est un écrivain et poète italien.

## Biographie
Luigi Berti est né à Rio Marina, dans l'île d'Elbe, dans une famille de tradition maritime fort ancienne de marins et propriétaires de bateaux. Il étudie à l'Institut nautique de Gênes, où il reçoit une formation de capitaine de navire, puis navigue en Méditerranée sur des navires de la famille.
Avec le développement de la navigation à vapeur, la voile commence à disparaître avec la fin de la Première Guerre mondiale. Il a donc assisté à la disparition de l'activité maritime sur l'île d'Elbe côtière et au déclin des affaires familiales.
Il s'installe à Florence où il étudie et obtient un diplôme en sciences humaines. Toujours à Florence en 1946, il fonde, avec Renato Poggioli, la revue « Inventaire », plus tard transférée à Milan.
En 1961, il remporte le prix de poésie Vann'Antò, décerné par l'université de Messine.
Il meurt subitement en février 1964 à Milan.

## Œuvres
En plus de l'expérience du journalisme avec la revue « Inventaire » Luifi Berti s'est consacré à la critique, à la poésie et à la fiction.
Œuvre critique
- Boccaporto (1940) (OCLC 2181797)
- Foscolo traduttore di Sterne (1942) (OCLC 14525403)
- Boccaporto secondo (1944) (OCLC 5853897)
- L'immaginismo (1944) (OCLC 10544578)
- Storia della letteratura americana (1961) en quatre volumes (OCLC 16502588)

Poésie
- Lettera ai Castelli dell'Agave (1953), qui a remporté le prix Soave (OCLC 31040276)
- Elegia Elbana (1955) (OCLC 31040255)
- Le torri dei giorni (1960) (OCLC 33075103)
- Calignarmata (1965), publié à titre posthume par Salvatore Quasimodo (OCLC 14274416)

Romans
- Storie di Rio (1959) (OCLC 10560241)
- Tramonto sull'Elba (it), Editrice Ceschina, Milan, (1962) (OCLC 10560263)
- La società del garofano rosso (1966), publié à titre posthume (OCLC 10928756)